# 息長臣足
息長 臣足（おきなが の おみたり、生没年不詳）は、奈良時代の貴族。姓は真人。官位は従五位下・出雲守。

## 経歴
元明朝末の和銅7年（714年）春日倉老・高向大足・大伴山守・大宅大国らとともに従五位下に叙爵される。
元正朝にて出雲守を務め、在職中の養老3年（719年）伯耆国および石見国の按察使を兼ねる。その後、神亀元年（724年）10月にかつて出雲按察使の官職にあった際に贖貨狼藉（ぞっかろうぜき、不当な蓄財が目にあまった）であったことを咎められて、位禄を没収された。この時の官位は散位従五位下であったが、『考課令』58条「犯私罪条」に基づき、職を解かれ、正五位に準ずる按察使の季禄や公廨田2町・仕丁2人も没収されている。ただし、この年2月の聖武天皇の即位にともなう大赦も実施されていることから、『考課令』64条「官人犯罪条」の「もしその罪が免官以上である場合、および、贈賄など不当利得の罪を犯して恩赦以前に獄成った場合には、（たとえその後の恩赦等でその罪が免じられても）その罪を含む景迹を以て通計すること」に該当し、勅断により、その罪を悪んで位禄を没収されたものと推定される。
没年は明らかではないが、『懐風藻』によると享年44。同書には、「春日宴に侍す」という題で、帝徳をたたえる五言律詩が一首収録されている。

## 官歴
『続日本紀』による。
- 時期不詳：正六位上
- 和銅7年（714年） 正月5日：従五位下
- 時期不詳：出雲国司
- 養老3年（719年） 7月13日：伯耆石見二国按察使
- 神亀元年（724年） 10月29日：見散位